# Moulin de Montfermeil
Le moulin de Montfermeil, ou moulin du Sempin, est un moulin à vent situé sur la commune de Montfermeil, dans le département français de Seine-Saint-Denis, à 20 km environ à l'est de Paris. Il est le dernier survivant des moulins à vent du département.

## Historique

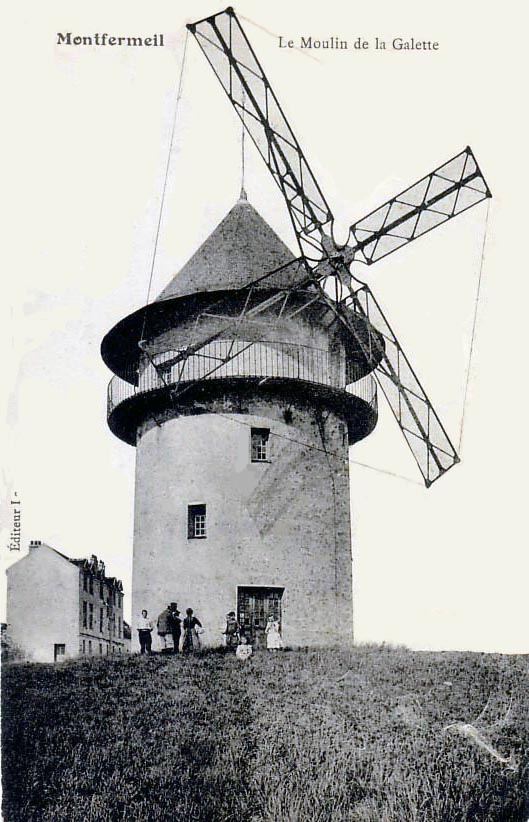
Le moulin vers 1900.

Le moulin de la tour fut construit en 1740 en remplacement du moulin des Bruyères, édifié en 1525 et devenu vétuste. Il fut loué pour la première fois par Jean Hyacinthe Hocquart de Montfermeil à Jacques Boyartaux le 6 mai 1742. Au XIXe siècle, le moulin, reconstruit en 1818, se dégrade car concurrencé par un autre moulin. Restauré en 1896, il est alors connu sous le nom de « Moulin de la Galette » et constitue une attraction du dimanche. Mais il se dégrade à nouveau au cours du XXe siècle.
Une association est créée en 1972 pour la sauvegarde de ce patrimoine ; elle tente une restauration du bâtiment de 1978 à 1982 mais le terrain truffé d'anciennes carrières de gypse est très instable et le moulin manque de s'effondrer. La décision est prise de le reconstruire à 140 mètres de là. Les travaux débutent en 1986, il est inauguré le 9 octobre 1988 et ouvert à la visite. Le moulin est géré depuis par l'association.
Le moulin, d'une hauteur de 17 mètres, possède des ailes d'une envergure de 23 mètres.